# Миховлян
Миховлян (хорв. Mihovljan) — община с центром в одноимённом посёлке на севере Хорватии, в Крапинско-Загорской жупании. Население 1095 человек в самом посёлке и 1938 человек во всей общине (2011). Подавляющее большинство населения — хорваты (99,64 %). В состав общины кроме административного центра входят ещё 4 деревни.
Посёлок расположен в Хорватском Загорье к югу от хребта Иваншчица в 6 км к юго-востоку от Крапины и в 8 км к северо- западу от города Златар. Через посёлок проходит несколько местных автомобильных дорог.
Церковный приход впервые упоминается в письменных источниках в 1334 году. Приходская церковь Михаила Архангела в барочном стиле была построена в 1778 году, но разрушена во время Второй мировой войны. Церковь была восстановлена и освящена в 1976 году.